# Höverhof (Much)
Höverhof war ein Ortsteil der Gemeinde Much im nordrhein-westfälischen Rhein-Sieg-Kreis.

## Lage
Höverhof liegt im Homburger Bröltal an der Grenze zur Gemeinde Ruppichteroth.

## Einwohner
1845 war der Höferhof mit zwei Haushalten und 14 Einwohnern verzeichnet.
1901 wohnte hier der Ackerer Gerhard Siebertz mit sieben Familienangehörigen.